# تاريخ المسرح

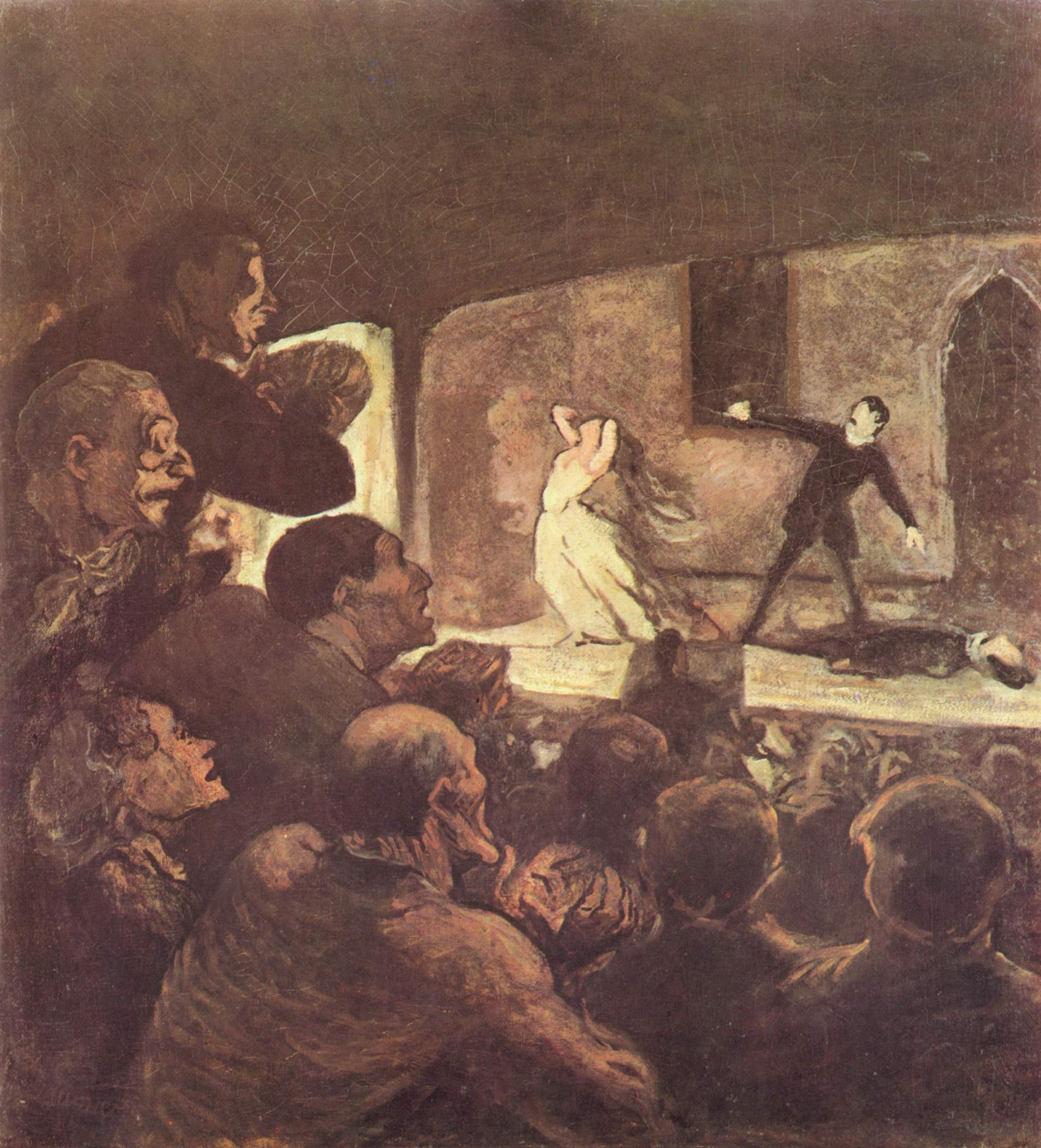

يرسم تاريخ المسرح مخططًا لتطور المسرح خلال آخر 2500 عام. على الرغم من وجود العناصر الأدائية في كل مجتمع، فمن العُرف الإقرار بوجود فرق بين المسرح بوصفه شكلًا من أشكال الفن وبين الترفيه والعناصر المسرحية أو الأدائية في النشاطات الأخرى. يتعلق تاريخ المسرح بشكل مبدئي بنشأة المسرح وأصله وتطوره اللاحق على اعتباره نشاطًا مستقلًا قائمًا بذاته. فمنذ أثينا الكلاسيكية في القرن السادس قبل الميلاد، أخذت تقاليد المسرح النابضة بالحياة تزدهر ضمن الثقافات في جميع أنحاء العالم.

## النشأة
ظهر المسرح بوصفه أداء لنشاطات شعائرية لم تكن تتطلب اطلاعًا من قبل المشاهِد. وقد لقي هذا التشابه بين المسرح المبكر والطقوس الشعائرية شهادةً سلبية من قبل أرسطو، الذي عرّف المسرح في مؤلَّفه «فن الشعر» بالمقارنة مع النشاطات الأدائية للطقوس الغامضة المقدسة: لم يتطلب المسرح من المتفرج أن يصوم أو يشرب الكيكيون أو يسير في موكب، غير أن المسرح شابه بالفعل الطقوس المقدسة في جوانب تتعلق بتقديمه للتطهير والشفاء للمتفرج عن طريق وسائل بصرية، الثيمة (Theama). وبناء على ذلك سُمي الموقع الذي أقيمت فيه تلك النشاطات الأدائية باسم الثياترون (Theatron).
ووفقًا للمؤرخَين أوسكار بروكيت وفرانكلين هيلدي، فإن الطقوس الشعائرية كانت تتضمن عادةً عناصر تقدم الترفيه أو المتعة، مثل الأزياء والأقنعة إلى جانب المؤدين المهرة. ومع ازدياد تعقيد المجتمعات وتركيبها، بدأت هذه العناصر المشهدية تؤدى في ظروف غير مرتبطة بالشعائر. ومع حدوث ذلك، بدأت الخطوات الأولى نحو استقلال المسرح بوصفه نشاطًا قائمًا بحد ذاته.

## المسرح الأوروبي

### المسرح الإغريقي
يمثل المسرح الإغريقي، الذي تطور بمعظمه في أثينا، جذر التراث الغربي؛ فكلمة ثياتر (Theatre) في أصلها كلمة يونانية. ولقد شكل المسرح جزءًا من ثقافة تمثيلية وأدائية أوسع في اليونان الكلاسيكية تضمنت المهرجانات والطقوس الدينية والسياسة والقانون والألعاب الرياضية والبدنية والموسيقى والشعر وحفلات الزفاف والجنازات وحفلات الشرب. وكان الاشتراك في مهرجانات دولة المدينة المتعددة –وحضور احتفال ديونيسيا في المدينة بصفة أحد أفراد الجمهور (أو حتى المشاركة في الإنتاجات المسرحية) على وجه التحديد- يشكل جزءًا هامًا من المواطنة. وكانت مشاركة المواطنين تتضمن أيضًا تقييم بلاغة الخطباء المشاركين في الأداء ضمن المحكمة أو المجلس السياسي، إذ اعتُبر كلاهما مشابهين للمسرح وكانا يتبنيان مفرداته الدرامية بشكل متزايد. وتألف مسرح اليونان القديمة من ثلاثة أنواع من الدراما، وهي: التراجيديا والكوميديا والمسرحية الهجائية.
وتُعتبر التراجيديا الأثينية –وهي أقدم نوع وصلنا من التراجيديا- نمطًا من الدراما الراقصة التي شكلت جزءًا هامًا من الثقافة المسرحية لدى دولة المدينة. بعد ظهورها في مرحلة ما من القرن السادس قبل الميلاد، ازدهرت خلال القرن الخامس قبل الميلاد (ومنذ نهايته بدأت تنتشر في أنحاء العالم الإغريقي) وحافظت على شعبيتها حتى بداية العصر الهلنستي. لم يصلنا أي عمل تراجيدي من القرن السادس قبل الميلاد، ووصلنا 32 عملًا فقط من أصل أكثر من ألف عمل أنجِز في القرن الخامس قبل الميلاد. لدينا نصوص كاملة موجودة ألفها إسخيلوس وسوفوكليس ويوربيديس. ويبقى منشأ التراجيديا مبهمًا، إذ كانت أعمال التراجيديا في القرن الخامس قبل الميلاد منظمة في منافسات (تسمى أغون، Agon) تقام بمثابة جزء من الفعاليات المهرجانية التي تحتفل بديونيسوس (إله الخمر والخصوبة). وبوصفهم متنافسين في منافسة ديونيسيا المدينة (أكثر المهرجانات التي تُعنى بالدراما المسرحية هيبة)، كان مطلوبًا من كتّاب المسرحيات أن يقدموا رباعية مسرحية (دون أن تكون الأعمال الفردية مترابطة بقصتها أو موضوعها بالضرورة)، تتألف عادة من ثلاثة أعمال تراجيدية ومسرحية هجائية. ومن الممكن أن تكون تأدية التراجيديا في ديونيسيا المدينة قد بدأت منذ عام 534 ق.م، غير أن التسجيلات الرسمية (ديداسكاليا، didaskaliai) تبدأ منذ عام 501 ق.م، حين تعرف الناس على المسرحية الهجائية. تعالج معظم الأعمال التراجيدية الأثينية أحداثًا من الميثولوجيا الإغريقية معالجة درامية، مع اعتبار مسرحية «الفُرس» -التي تصور رد الفرس على خبر هزيمة جيشهم في معركة سلاميس عام 480 ق.م- هي الاستثناء الملحوظ في ما وصلنا من الدراما. وحين فاز إسخيلوس بالجائزة الأولى عن هذه المسرحية في ديونيسيا المدينة عام 472 ق.م، كان قد بدأ كتابة أعمال التراجيديا منذ أكثر من 25 عامًا، بيد أن معالجتها التراجيدية للتاريخ المعاصر لها كانت أول مثال من نوعه يصلنا من الدراما. وبعد أكثر من 130 عامًا، حلل الفيلسوف أرسطو تراجيديا القرن الخامس قبل الميلاد الأثينية في أقدم أعمال التنظير الدرامي التي وصلتنا – مؤلفه المعنون «فن الشعر» (نحو 335 ق.م). وجرت العادة على تقسيم الكوميديا الأثينية إلى ثلاث فترات، هي الكوميديا القديمة والوسطى والحديثة. ولقد نجت الكوميديا القديمة وانتشرت اليوم على نطاق واسع متمثلة بمسرحيات أريستوفان الإحدى عشر التي وصلتنا، بينما فُقدت الكوميديا الوسطى بنسبة كبيرة منها (لم يُحفظ سوى شذرات قصيرة نسبية لكتّاب مثل أثينايوس من ناوكراتيس). أما الكوميديا الحديثة فمعروفة بشكل أساسي عن طريق قطع من ورق البردي لمسرحيات ألفها ميناندر. ولقد عرّف أرسطو الكوميديا على أنها تمثيل لشخوص تثير الضحك تتورط في شيء من الخطأ أو القبح لا يسبب الألم أو الدمار.

### المسرح الروماني
تطور المسرح الغربي وتوسع بشكل ملحوظ في ظل حكم الرومان. وكتب المؤرخ الروماني ليفي أن الروم اختبروا المسرح للمرة الأولى في القرن الرابع قبل الميلاد، عن طريق أداء قدمه ممثلون إتروسكانيون. ويناقش بيتشام أن الروم خبروا «ممارسات ما قبل مسرحية» لبعض الزمن قبل تماسهم الموثق مع المسرح. كان مسرح روما القديمة نوعًا فنيًا متألقًا ومتنوعًا، يتراوح مداه بين النشاطات المهرجانية ومسرح الشارع ورقص العراة والبهلوانيات، وصولًا إلى كوميديا الموقف الجذابة التي ألّفها بلاوتوس، وأعمال سينيكا التراجيدية ذات اللغة المحكمة والأسلوب العالي. وعلى الرغم من أن روما امتلكت تراثها الأدائي المحلي الخاص بها، إلا أن هَليَنة الثقافة الرومانية في القرن الثالث قبل الميلاد كان لها أثر عميق ومنعش على المسرح الروماني وشجعت تطوير أعلى نتاجات الأدب اللاتيني جودة من أجل خشبة المسرح.
عقب توسع الجمهورية الرومانية (509-27 ق.م.) لتشمل عدة مناطق إغريقية بين عام 270 و240 ق.م، التقت روما بالدراما الإغريقية. ومنذ سنوات الجمهورية الأخيرة وعن طريق الإمبراطورية الرومانية (27 ق.م – 476 م)، انتشر المسرح غربًا في أنحاء أوروبا وحول البحر الأبيض المتوسط ووصل إلى إنجلترا، فكان المسرح الروماني أكثر تنوعًا وشمولًا وتركيبًا من المسرح لدى أي حضارة سبقته. ورغم استمرار تأدية المسرح الإغريقي خلال العصر الروماني، فقد شهد عام 240 ق.م. بداية الدراما الرومانية المنتظمة. غير أنه، ومنذ قيام الإمبراطورية، تراجع الاهتمام بالأعمال الدرامية كاملة الطول لصالح مجموعة أوسع من الأعمال المسرحية الترفيهية.
تمثلت أول أعمال الأدب الروماني الهامة في المسرحيات التراجيدية والكوميدية التي كتبها ليفيوس أندرنيكوس منذ عام 240 ق.م. وبعد ذلك بخمس سنوات، بدأ غنايوس نايفيوس أيضًا بكتابة الدراما، ولم تصلنا أي مسرحية من أعمال الكاتبين. وعلى الرغم من أن كاتبي الدراما هذين كتبا كلاهما في كلا النوعين المسرحيين، فقد لقي أندرنيكوس تقديرًا أكبر على أعماله التراجيدية في حين لقيه نايفيوس على أعماله الكوميدية. وبات خلفاؤهما يميلون إلى التخصص في أحد المجالين، ما أدى إلى انفصال في التطور اللاحق لكل من اللونين الدراميين. ومع بداية القرن الثاني قبل الميلاد، كانت الدراما قد ترسخت بقوة في روما وشُكّلت رابطة للكتّاب (كوليجيوم بويتاروم، collegium poetarum).
تنتمي جميع الأعمال الكوميدية الرومانية التي نجت إلى نمط فابولا بالياتا (Fabula palliata، وهي الكوميديا المبنية على مواضيع إغريقية) وتُنسب إلى كاتبي دراما اثنين، هما: تيتوس ماكيوس بلاوتوس (بلاوتوس) وبوبليوس ترنتيوس أفير (ترنتيوس). ومن خلال إعادة العمل على النصوص الإغريقية، ألغى كتّاب الكوميديا الرومان دور الجوقة في تقسيم العمل الدرامي إلى حلقات واقعة بين أغنيتين وأدخلوا المرافقة الموسيقية للحوار (بين ثلث الحوار في أعمال بلاوتوس الكوميدية وثلثيه في أعمال ترنتيوس). وتدور أحداث جميع المشاهد في موقع خارجي هو عبارة عن شارع، وعادة ما تنتج تعقيدات هذه الأحداث عن التنصت (استراق السمع). وقد كتب بلاوتوس، الأكثر شهرة بين الكاتبين، أعماله بين عامي 205 و184 ق.م. ووصلنا 20 من أعماله الكوميدية، تُعتبر مهازله أشهرها. ونال الإعجاب بسبب خفة ظل حواراته واستخدامه لمجموعة متنوعة من الأوزان الشعرية. في حين وصلتنا الأعمال الكوميدية الستة التي كتبها ترنتيوس بين عامي 166 و160 ق.م. جميعها، وكان تعقيد حبكاته –التي كثيرًا ما جمعت بين عدة نصوص إغريقية أصلية- موضع شجب، غير أن حبكاته المزدوجة مكنت من تمثيل السلوك البشري المتباين تمثيلًا متطورًا معقدًا.
لم يصلنا أي من أعمال التراجيديا الرومانية المبكرة، على الرغم من تلقيها الكثير من الاعتبار في زمنها. ويأتي المؤرخون على ذكر ثلاثة كتّاب تراجيديا مبكرين، هم كوينتوس إينيوس، وماركوس باكوفيوس، ولوسيوس أكسيوس. أما من زمن الإمبراطورية، فقد وصلتنا أعمال كاتبي تراجيديا اثنين، أحدهما كاتب مجهول الهوية، والآخر هو الفيلسوف الرواقي سينيكا. نجت تسعة من أعمال سينيكا التراجيدية، جميعها من نمط فابولا كريبيداتا (fabula crepidata، أعمال تراجيديا محورة من نصوص إغريقية)، فمسرحيته «فايدرا» (Phaedra) -على سبيل المثال- مبنية على مسرحية يوربيديس المعنونة «هيبوليتوس». ولا يعرف المؤرخون من كتب المثال الوحيد الموجود على نمط فابولا برايتيكستا (التراجيديا المبنية على مواضيع رومانية)، وهو مسرحية «أوكتافيا»، لكنها كانت تُنسب في السابق خطأً إلى سينيكا بسبب ظهوره بين شخصيات هذا العمل التراجيدي.